# R. M. Jackson
Robert Montresor Jackson fue un futbolista y dirigente de Rosario Central.

## Carrera
Nació un 11 de marzo de 1876, en la ciudad de Hamilton, Canadá. Estudia en Inglaterra recibiéndose de Ingeniero Mecánico. En 1898 es contratado por el Ferrocarril de Santa Caterina, Brasil y en 1900 se traslada a Argentina para trabajar en el Ferrocarril del Oeste. En 1902 viaja a la ciudad de Campana, ya que es contratado por el Ferrocarril Buenos Aires al Rosario. En Campana se destaca como remero del Campana Boat Club y se desempeña como back central en Belgrano Athletic y en el Campana FC. Debido a la fusión de la empresa con el Ferrocarril Central Argentino llega a la ciudad de Rosario en 1902 para trabajar en los Talleres delFerrocarril Central Argentino; desempeñóse como inspector general en la compañía, mientras desarrollaba su carrera deportiva en el incipiente club; fue el capitán de Rosario Central en su primer partido oficial por Copa Competencia "Chevallier Boutell" en el año 1903, cotejo disputado el 26 de julio ante Atlético del Rosario. Posteriormente fue presidente del club entre 1904 y 1905, sucediendo a H. J. Mulhall, y precediendo a H. S. Scrivener; junto a Miguel Green, fue el descubridor del legendario futbolista canalla Zenón Díaz.
Una vez retornado a Inglaterra, heredó de su padre el título de Baronet del Imperio Británico.Fallece en Glasgow, el 4 de diciembre de 1940

## Clubes
| Club            | País      | Año  |
| --------------- | --------- | ---- |
| Rosario Central | Argentina | 1903 |